# Jean-Louis Preti
Jean-Louis Preti, nato Giovanni Preti (Mantova, 1798 – Argenteuil, 27 gennaio 1881), è stato uno scacchista, scrittore e editore francese di origine italiana.

## Biografia
Figlio di un medico, si dedicò dapprima alla musica e diventò un ottimo flautista. Accusato di essere coinvolto in una cospirazione contro l'Austria, nel 1826 si rifugiò in Francia con la moglie e due figli. Dopo un periodo di ristrettezze economiche trovò una sistemazione come professore di musica nel Collège National di Bordeaux e anche di primo flauto nel teatro della città. Cambiò il nome da Giovanni a Jean-Louis e rimase a Bordeaux per diciotto anni.
Nel 1844 si trasferì a Parigi, dove fondò una ditta di esportazione. Appassionato di storia degli scacchi, tradusse in francese alcuni manoscritti di Polerio e Gioacchino Greco conservati in biblioteche di Parigi e di Orléans. 
Nel 1858 fu uno degli otto avversari di Paul Morphy nella simultanea alla cieca che il campione americano tenne il 27 settembre al Café de la Régence di Parigi. Morphy vinse otto partite e ne pattò due, una con Preti e l'altra con lo scultore Eugene-Louis Lequesne. L'anno successivo scrisse il libro Choix des parties les plus remarquables jouées par Paul Morphy en Amérique, en Angleterre et en France (Parigi, 1859).
Nel 1868 scrisse il manuale ABC des Échecs, pubblicato anche a Londra in inglese con il titolo ABC of Chess. Il libro ebbe un grande successo, ci fu una seconda edizione nel 1895, una terza, notevolmente ampliata dal figlio Numa, nel 1906, e una quarta edizione nel 1921.
Nel 1867 fondò la rivista La Stratégie e la diresse fino alla morte. In seguito la rivista fu diretta dal figlio Numa fino al 1908 e poi da Henri Delaire fino al 1940, anno in cui cessò le pubblicazioni. 

## Opere
Oltre alle opere già citate, Jean-Louis Preti scrisse:
- Recueil d'études progressives sur les fins de parties au Jeu des Echecs composées seulement du roi et des pions (1856)
- Traité complet, theorique et pratique, sur les fins de parties au Jeu des Echecs (1858)

Assieme all'abate Philippe Durand:
- Stratégie Raisonnée des Parties a Avantage (1863)
- Stratégie Raisonnée des ouvertures du Jeu d'échecs (1867)
- Stratégie Raisonnée des Fins de Partie du Jeu d'échecs (1871)